# Adenaria floribunda
Adenaria es un género monotípico de fanerógamas perteneciente a la familia Lythraceae. Su única especie: Adenaria floribunda es originaria de América.

## Descripción
Son arbustos o árboles pequeños, que alcanza un tamaño de 1–4.5 m de alto; tallos, hojas y flores con conspicuos puntos anaranjados o negros, globosos, glandulares y frecuentemente con pubescencia café-rojiza. Pecíolos 0.3–10 mm de largo; láminas lanceolado-oblongas a angostamente elípticas, 4–9 cm de largo y 1.5–4 cm de ancho, ápice largamente acuminado, base aguda a subaguda, verde brillantes en la haz, más pálidas en el envés. Flores en cimas axilares, densas y umbeliformes, fragantes, 4 (–5)-meras, ligeramente trimórficas; tubo floral campanulado, 3 mm de largo, verdoso; pétalos 4, 3–4 mm de largo, blancos o raramente rosados; estambres 8, incluidos en las formas con estilos largos y medianos, largamente exertos en las formas con estilos cortos. Cápsulas globosas, 4–5 mm de diámetro, endurecidas, 2-loculares; semillas ca 1 mm de largo.

## Distribución y hábitat
Es una especie común que se encuentra en la vegetación secundaria de bosques perennifolios y matorrales, en el sur de la zona atlántica; a una altitud de 0–200 metros; ampliamente distribuida desde el sur de México a Panamá y en la parte oeste de Sudamérica hasta Argentina. Género monotípico relacionado con Pehria.

## Taxonomía
Adenaria floribunda fue descrita por Carl Sigismund Kunth y publicado en Nova Genera et Species Plantarum (quarto ed.) 6: 188–189, t. 549. 1823[1824].
Sinonimia
- Adenaria griseleoides Kunth
- Adenaria lanceolata Beurl.
- Adenaria parviflora Hook.
- Adenaria parvifolia Hook.
- Adenaria purpurata Kunth
- Adenaria purpurata var. australis Griseb.
- Antherylium floribundum Spreng.
- Antherylium grisleoides Spreng.
- Antherylium purpuratum Spreng. ex Hemsl.
- Antherylium purpuratum (Kunth) Spreng.[2]